# 小罗讷河

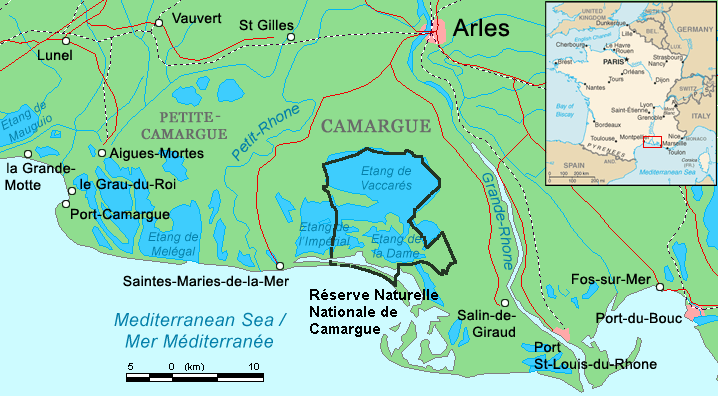
卡马格地图，西部为小罗讷河

小罗讷河（法語：Petit-Rhône，法語發音：[pəti ʁon]）是法国普罗旺斯-阿尔卑斯-蔚蓝海岸大区的河流，是罗讷河在其位于阿尔勒的河口附近的分支之一，构成了卡马格地区及罗讷河三角洲的西部边界。